# Catedral de Nidaros

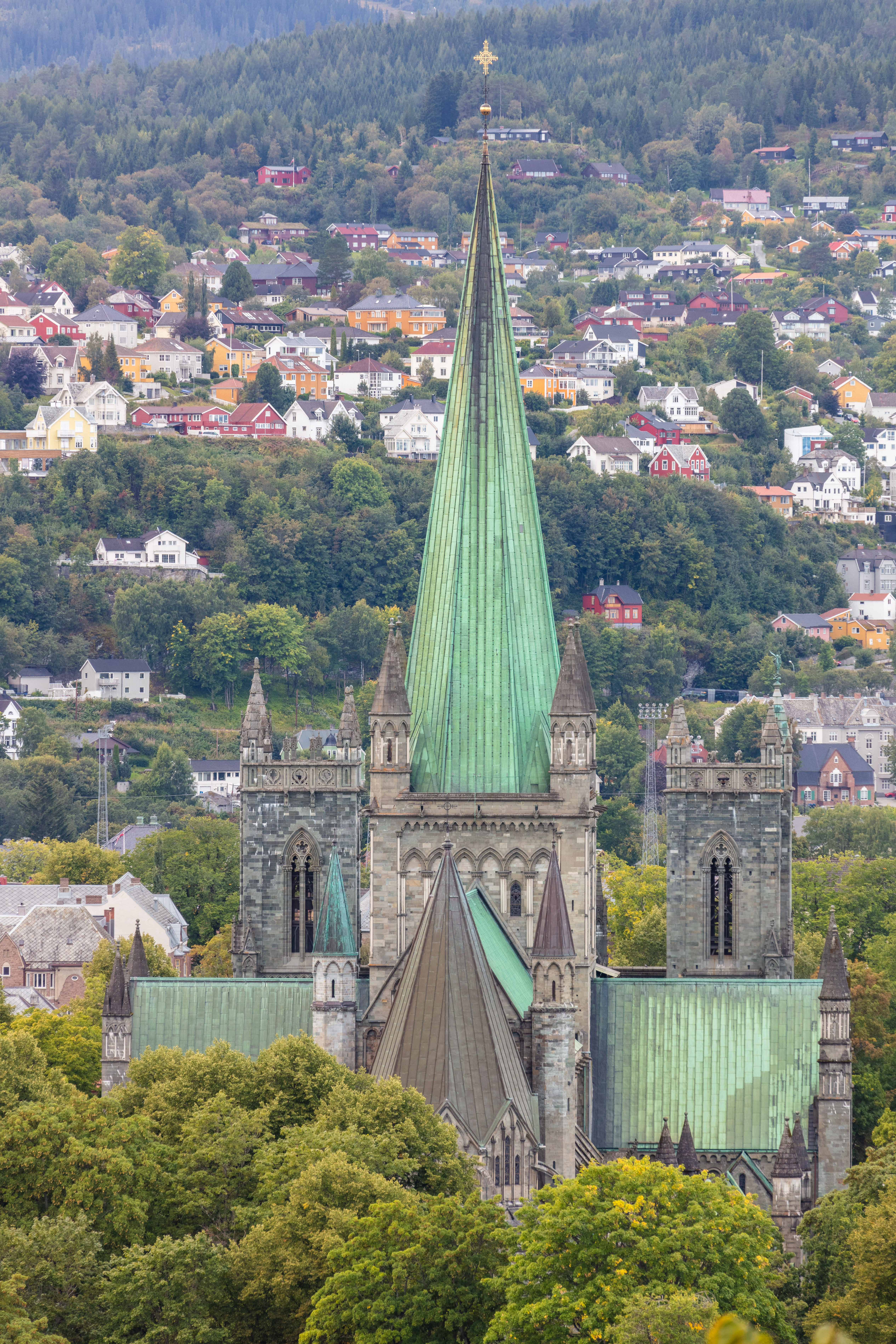
Vista distante.

La catedral de Nidaros (en noruego: Nidarosdomen o Nidaros domkirke) es el nombre con el que se conoce a la catedral luterana de Trondheim en Noruega, ciudad que era conocida en la Edad Media como Nidaros (literalmente, 'desembocadura del [río] Nid'). El edificio, muy restaurado, es de estilo gótico, con fuertes influencias inglesas e importantes reminiscencias románicas. Se ubica en la parte meridional de la ciudad, al lado del Nidelva ('río Nid', en noruego).
Es el principal templo cristiano de Noruega y la catedral gótica más boreal. Asimismo, es la segunda iglesia en tamaño de los países nórdicos, después de la catedral de Upsala en Suecia.
La catedral de Nidaros es uno de los principales monumentos históricos noruegos, alcanzando el estatus de ícono cultural. Ha llegado a ser considerada como la obra maestra del gótico nórdico.
Su construcción e importancia se remontan a la Edad Media, cuando fue un santuario de la Iglesia católica, al albergar la tumba de san Olaf, el principal santo noruego. En ese tiempo fue conocida también por los apelativos de Cor Norvegiae (Corazón de Noruega) y Kristkirken i Nidaros (Iglesia de Cristo en Nidaros). Aunque su existencia se halla indiscutiblemente ligada a san Olaf, nunca ha estado consagrada a ese santo, sino a Jesucristo. La catedral y la tumba de san Olaf fueron un importante lugar de peregrinación en todo el norte de Europa, aunque se cree que también era visitada por peregrinos de muchas otras partes de la cristiandad. Por ello la catedral de Nidaros fue sede arzobispal desde 1152 o 1153 hasta 1537, convirtiendo a la ciudad en la capital espiritual de Noruega. La responsabilidad de la iglesia estaba a cargo de la Orden de San Agustín y del clero secular.
Devastada por varios incendios, entró en crisis con la instauración de la reforma protestante. Fue sometida a diversas y torpes restauraciones que cambiaron su aspecto con el tiempo, hasta que en el siglo XIX el gobierno noruego decidió financiar su restauración hacia su modelo original. En la actualidad, es la única iglesia en Noruega que cuenta con un respaldo financiero del erario para la conservación y restauración, a diferencia de los demás templos luteranos noruegos, cuya responsabilidad depende de fondos municipales.
En el siglo XIX y principios del XX fue el templo donde se celebraba la coronación de los monarcas de Noruega, de acuerdo a la constitución de 1814. Después de la abolición de las ceremonias de coronación, la catedral ha sido utilizada como un lugar donde los gobernantes firman sus obligaciones constitucionales. Las joyas de la corona fueron también resguardadas en la catedral hasta 2006.
Es una de las tres catedrales sobrevivientes de lo que fue la provincia eclesiástica noruega, junto con la catedral de Stavanger y la catedral de San Magnus, esta última en las Órcadas, sedes ambas de obispados sufragáneos de Nidaros. El material de su construcción es piedra esteatita de las inmediaciones de la localidad de Kvikne, al oriente de Trondheim.

## El edificio
La catedral tiene una conformación típica de cruz latina, con un solo transepto, una torre mayor en el crucero y dos torres de menor altura en la fachada occidental. El edificio mide 102 m de largo por 50 m de ancho (incluyendo el transepto) y 21 m de altura hasta la bóveda de la nave. La bóveda de crucería es cuatripartita.
Es una basílica con arbotantes en el exterior, una característica única entre todos los templos noruegos. Tiene tres naves, una mayor y dos colaterales, separadas entre sí por ocho tramos de arcos. El coro, de cinco segmentos, termina en cabecera plana, y en su extremo oriental hay un octógono de 18 m de diámetro, que en su interior aloja el presbiterio y detrás de este, un deambulatorio sin capillas. Las únicas capillas se encuentran en el transepto, dos son las mayores, una en cada brazo; en una galería del transepto se localizan tres capillas más de diminutas dimensiones.
La parte más antigua es el transepto, de construcción románica. Si bien algunos elementos decorativos del exterior del octógono son también modelos románicos, corresponden a una reconstrucción del siglo XX. El coro y la torre del crucero, aunque ocupan el espacio de un templo anterior a la actual catedral, experimentaron transformaciones y reconstrucciones que los convirtieron en estructuras artísticamente posteriores al transepto. La parte más nueva es la fachada occidental, reconstruida en el siglo XX según patrones góticos.

## Relación con san Olaf

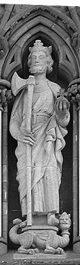
Imagen de san Olaf en la fachada occidental.

El rey Olaf II de Noruega (995-1030), conocido como el Santo, fue un monarca que luchó por imponer definitivamente el cristianismo en Noruega e instaurar un poder monárquico fuerte. Sus enemigos lograron derrocarlo y propiciaron la invasión de Noruega por Canuto II de Dinamarca. Después de un exilio en Rusia, Olaf intentó reconquistar Noruega, pero cayó en combate en la batalla de Stiklestad, en 1030.
Según la tradición, el soberano fue sepultado en un sencillo ataúd de madera a orillas del río Nidelva. Según la Saga de Olaf, de Snorri Sturluson, al exhumar el cuerpo, este se hallaba incorrupto y con las mejillas rosadas, dando testimonio de la santidad de Olaf e iniciando así su culto. La tumba fue cambiada de lugar, pero regresó a su lugar original, a orillas del río, tras la canonización de Olaf en 1031. Ahí se levantó una capilla alrededor de 1035, que posteriormente creció hasta convertirse en la catedral de Nidaros. El lugar que ocupaba la capilla corresponde al actual octógono de la catedral, en el altar mayor.
La dulía de san Olaf y su posterior denominación de santo patrono de Noruega atrajo a numerosos peregrinos a la ciudad de Nidaros. La tumba del rey santo fue un factor determinante para la creación de una diócesis, que en 1152 o 1153 fue elevada a la categoría de archidiócesis y sede metropolitana para la recién creada provincia eclesiástica noruega.
En Covarrubias (Burgos), se creó una ermita de San Olav para su culto. La mandó construir la princesa Cristina a su paso por Castilla, y posteriormente ha sido construida siendo una ermita moderna del siglo XXI
Con la reforma protestante, desapareció la Iglesia católica en Noruega y por lo tanto el arzobispado. El relicario de San Olaf fue fundido y llevado a Dinamarca.

## Historia del edificio

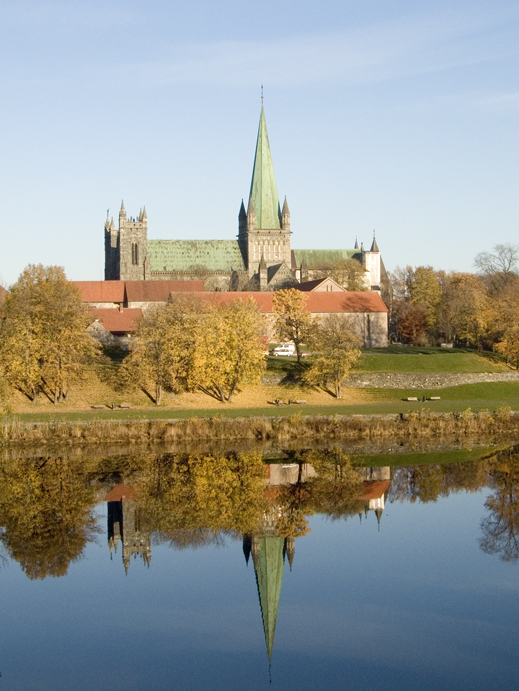
La catedral, con el río Nidelva en primer plano y, junto a ella, el palacio del Arzobispo (de tejado rojo).

La catedral actual fue construida en etapas durante un largo periodo, que comprende del siglo XII al siglo XIV. Su aspecto actual es una versión restaurada y en gran parte reconstruida de la tercera iglesia erigida en el lugar.
Las partes del edificio tienen edades comprendidas entre más de 850 años, las más antiguas, y los 30 años, las reconstrucciones más recientes. Se cree que la primera iglesia -de madera- se localizaba en el sitio del actual presbiterio, o en sus inmediaciones, mientras que de la segunda construcción sólo permaneció una parte de los cimientos, sobre los que se erigieron posteriormente los muros de la tercera catedral.
Hacia la mitad del siglo XII se inició la construcción de la catedral actual. Las diferentes secciones pueden datarse aproximadamente como sigue:
- coro y torre, entre 1120 y 1240,
- transepto, entre 1140 y 1180,
- sala capitular, entre 1170 y 1180,
- octágono, entre 1183 y 1210, y
- nave y fachada occidental, entre 1248 y 1320.

Ha sufrido durante su historia a múltiples y devastadores incendios, así como a varias etapas de reparación. La obra más grande de restauración fue la reconstrucción de la nave durante el siglo XIX, pues había permanecido como una ruina sin techo durante casi 400 años, tras un incendio en 1531.

### La construcción medieval
En un principio, alrededor del año 1035, sobre el presunto sitio de la tumba original del rey Olaf II se levantó una pequeña iglesia de madera, que tenía probablemente la categoría de capilla y cuya arquitectura correspondía quizás a una modesta stavkirke.
Entre 1070 y 1090, con el incremento en la afluencia de peregrinos que visitaban la tumba del santo, el rey Olaf III —sobrino de san Olaf— mandó construir un templo de mayor tamaño. Esta segunda iglesia, que fue construida en piedra, fue la primera catedral de la ciudad de Nidaros. Estuvo consagrada a la Trinidad y en su tiempo fue el mayor templo cristiano del país. Se ha sugerido que tenía una conformación de iglesia-salón, con una sola torre central en su fachada occidental, y quizás en su construcción hayan participado albañiles ingleses.

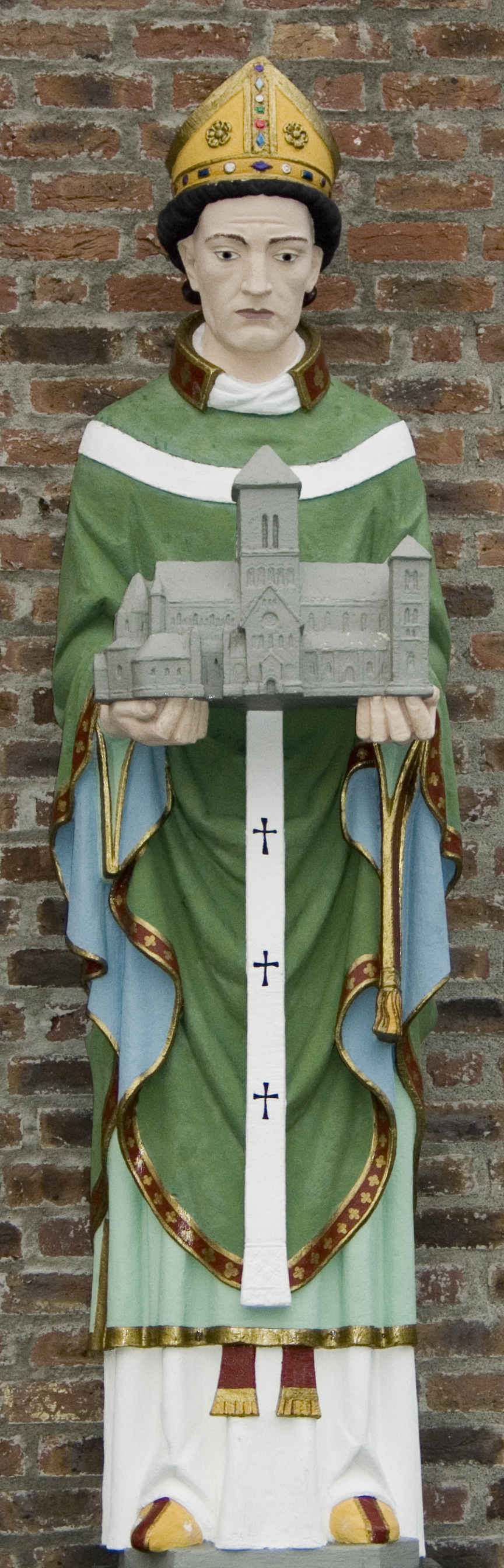
Obispo san Øystein

En 1153 el obispado de Nidaros, hasta entonces dependiente del arzobispo danés de Lund, fue elevado a la categoría de arzobispado, y pasó a ser la sede de la recién creada archidiócesis noruega. Con ello se procedió de inmediato a transformar la catedral para adecuarla dignamente a su nuevo estatus. Los dos primeros obispos, Jon y Øystein, desarrollaron un ambicioso proyecto arquitectónico para agrandar, remodelar y embellecer la catedral. Las nuevas obras introdujeron el estilo anglonormando, una variante artística desarrollada en Normandía e Inglaterra, y se utilizaron albañiles traídos de Inglaterra, probablemente de Lincoln, debido a las similitudes que de esa fase conserva la catedral de Nidaros con la catedral de esa ciudad inglesa.
La torre occidental de la catedral de Olaf III sirvió como torre central, y su base fue reforzada con columnas más gruesas. Se concluyeron la sala capitular y el transepto y se inició la construcción de la nueva nave en la parte occidental. Las obras fueron interrumpidas cuando, por causa de las guerras civiles noruegas y la confrontación con el rey Sverre Sigurdsson, el arzobispo Øystein se exilió en Inglaterra en 1180.
El arzobispo regresó en 1183 y llevó de vuelta a Noruega a artesanos ingleses diestros en el tallado de la piedra e introdujo las novedades artísticas europeas: el estilo gótico, con su variante inglesa conocida como Early English. El coro fue reconstruido en ese estilo, y el transepto románico experimentó en esta época ciertas modificaciones góticas. Se levantó un octógono —completado entre 1210 y 1220— en el extremo oriental del templo, que tendría como función albergar las reliquias de san Olaf y el presbiterio; esa estructura octogonal halló muy probablemente su inspiración en la catedral de Canterbury.
El obispo Sigurd reanudó la construcción de la nave, y en 1248 se colocó la primera piedra de la fachada occidental. La nave, totalmente gótica, imitaba el Decorated Style de la catedral de Lincoln y la Abadía de Westminster. La fachada, sin embargo, incorporó tres hileras de esculturas siguiendo un modelo de influencia francesa, probablemente basado en la catedral de Reims. La nave se concluyó alrededor de 1300.

### Incendios y reparaciones

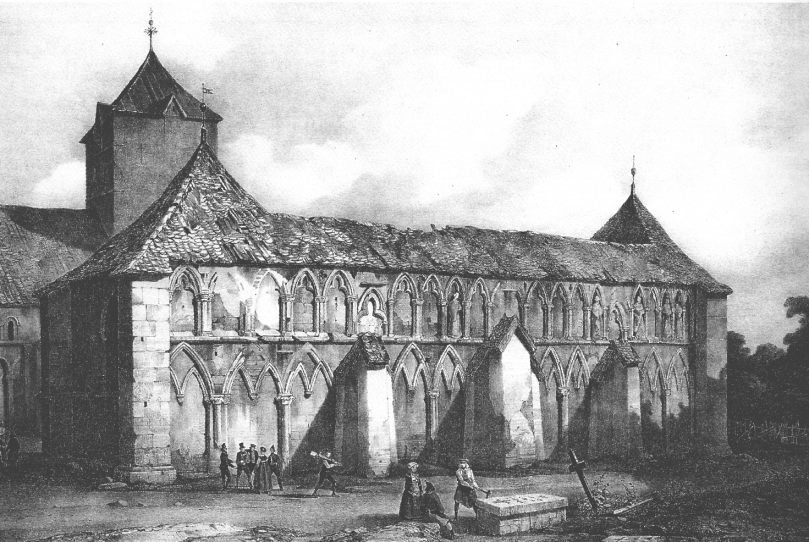
La fachada occidental en 1839.

La catedral de Nidaros sufrió incendios en varias ocasiones durante la Edad Media, lo que la hizo objeto de múltiples reparaciones y reconstrucciones. Se incendió en 1327, 1432, probablemente en 1451, y en 1531. Se volvió a quemar tras la reforma en 1708, salvándose sólo los muros exteriores, y nuevamente en 1719, esta vez por causa de una tormenta eléctrica.
Poco después de su terminación, en 1327 o 1328 la catedral fue severamente dañada por un primer incendio. Las decoraciones de madera fueron destruidas, sobre todo en el coro y el octógono. Se procedió a la reparación, particularmente en el octógono. Otro incendio aconteció en 1432, y quizás hubo otro en 1451. Los daños no fueron reparados totalmente, ante la falta de recursos, y la nave quedó en ruinas. La ciudad se incendió en 1531, y la catedral experimentó daños particularmente graves que hicieron necesaria una extensiva remodelación. Sin embargo, sólo se reparó el coro y la torre central, pues con la reforma protestante Nidaros dejó de ser la capital eclesiástica de Noruega y los ingresos de la catedral decayeron drásticamente. Noruega se encontraba ya unida a Dinamarca y el rey, residente en Copenhague, fue desde entonces el jefe supremo de la Iglesia. La instauración de la reforma representó, por lo tanto, el inicio de una fase de decadencia para la catedral.
En 1718 se produjo un nuevo incendio, y sólo sobrevivieron los muros exteriores del templo. Se inició un proyecto de reconstrucción, pero antes de que siquiera fuese concluido, la catedral ardió una vez más, en 1719, en esta ocasión por causa de una tormenta eléctrica. La reconstrucción tras este incendio -el último- incorporó elementos que se alejaban del modelo original: un chapitel barroco en el octógono, un sencillo chapitel piramidal en la torre central, púlpitos barrocos y esculturas neoclásicas en el octágono. Las capillas del transepto fueron habilitadas como capillas funerarias para familias ricas de la ciudad.

### La reconstrucción moderna
Con el nacionalismo del siglo XIX, la catedral de Nidaros fue vista como un icono cultural del pueblo noruego, una suerte de testigo mudo de una época de grandeza y uno de los más importantes edificios medievales del país. Su relevancia se hizo oficial cuando se la designó como el sitio de coronación de los monarcas de Noruega -para entonces unida con Suecia-. Surgió entonces la idea de reconstruir la catedral a su imagen medieval. En 1869, aprobados por el Storting (parlamento noruego), dieron inicio los trabajos de la ambiciosa restauración. Los arquitectos Heinrich Ernst Schirmer, Christian Christie, Olaf Nordhagen y Helge Thiis dirigieron sucesivamente la restauración, tratando de acercarse lo más posible al modelo medieval, basándose en datos arqueológicos e históricos de todo un equipo de investigación y de artistas. En algunos casos, fue imposible conocer las características originales y los artistas tuvieron que inspirarse en modelos góticos de otras partes de Europa. La restauración de la nave y sobre todo de la fachada occidental fue la parte más problemática, pues se hallaban bastante dañadas. La fachada occidental y sus dos torres, que en conjunto representaron la fase final de restauración, quedaron terminadas en 1968, aunque la última escultura de la fachada no se colocó hasta 1983. Por primera vez en 2001 las obras de restauración fueron declaradas oficialmente "finalizadas". Entonces comenzaron las obras de restauración de lo ya restaurado: cambio de piedras en mal estado y refuerzos de puntos débiles, obras que continúan aún hoy día según un plan de restauración elaborado en 1998 por Øivind Lunde y Per Storemyr para el periodo entre 1999 y 2019.

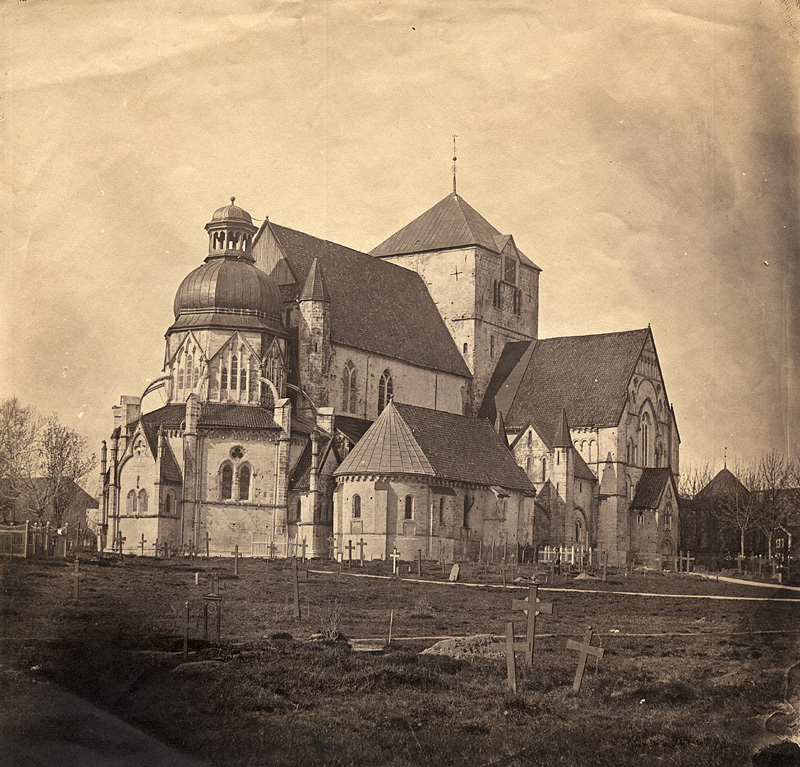
La catedral en 1857, con la sala capitular y el octágono. Este tenía un chapitel barroco.
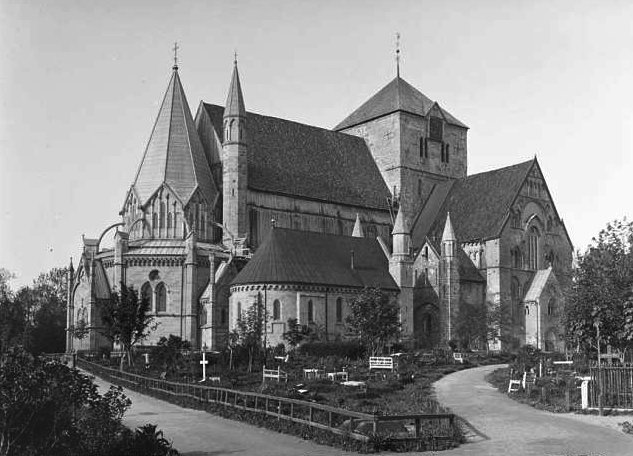
La catedral en 1892, una vez iniciada la restauración. Se muestra el nuevo chapitel del octágono.
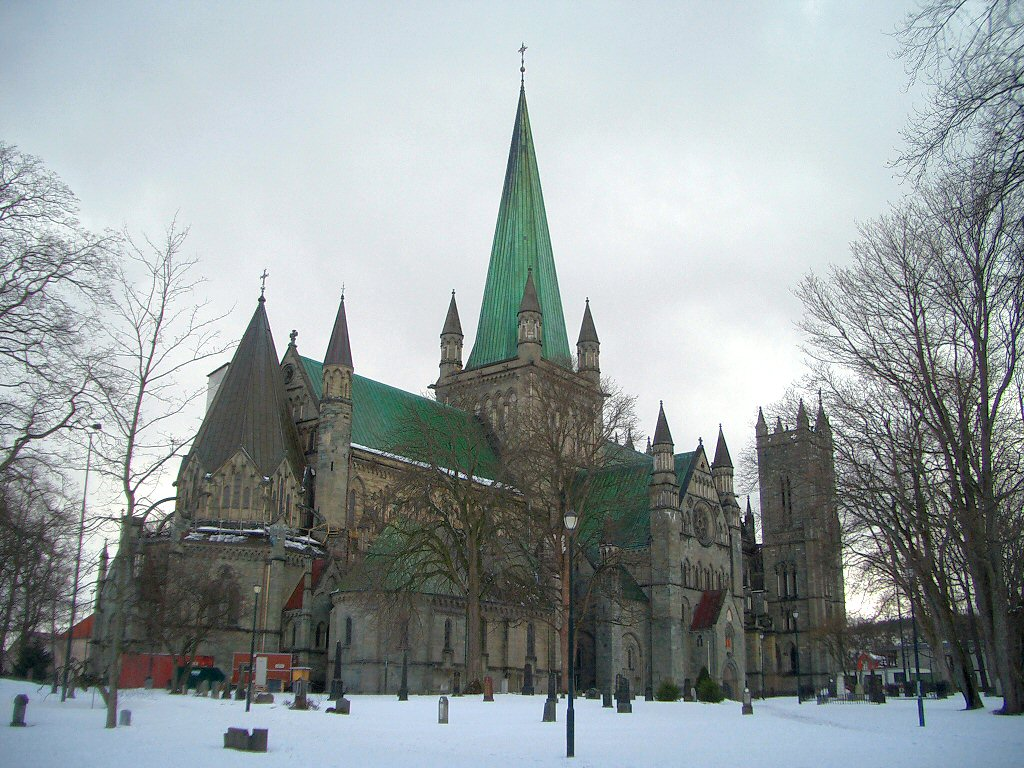
La catedral en la actualidad, con la nave y las torres reconstruidas.

## Ceremonias de coronación

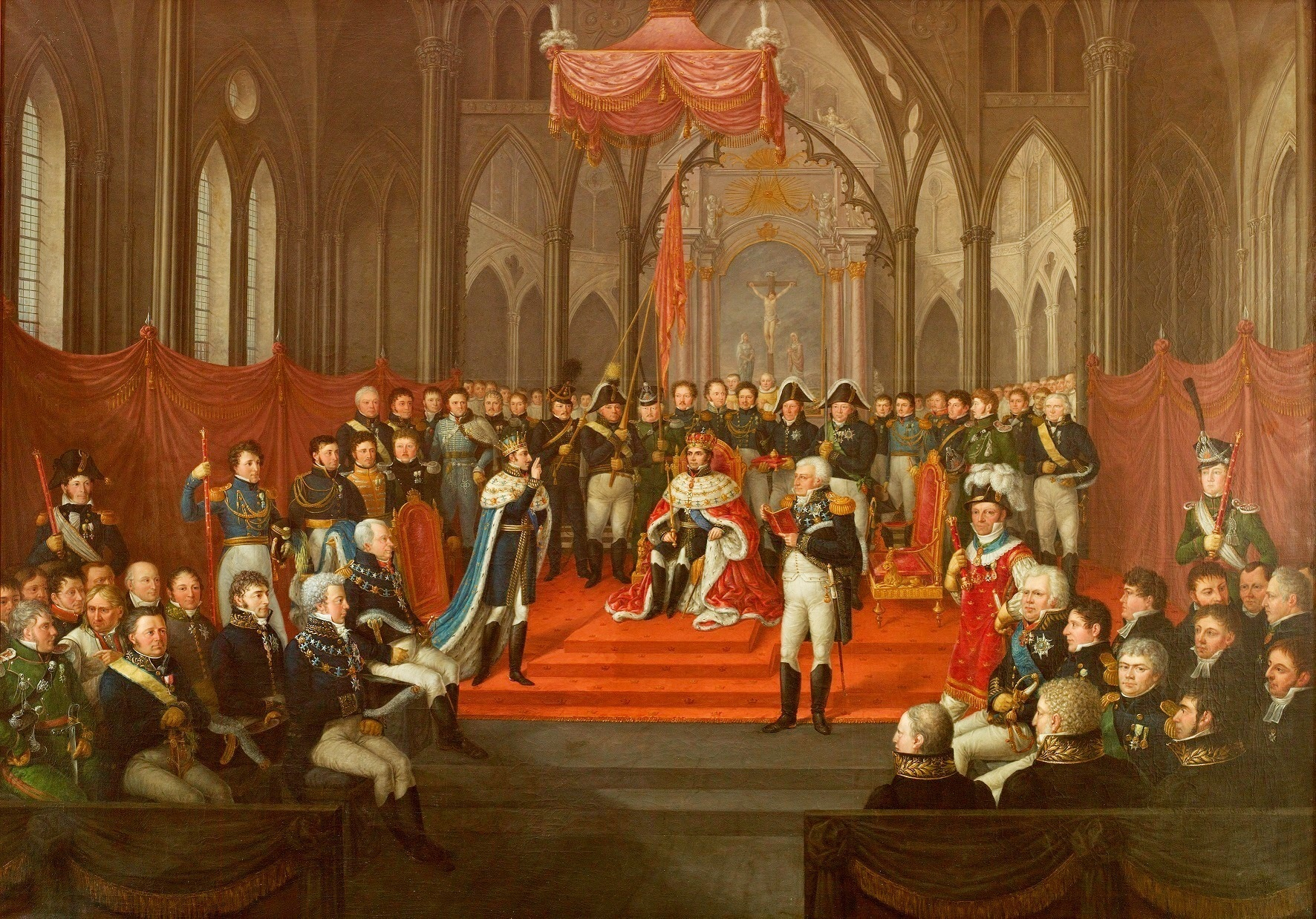
Coronación de Carlos III Juan en la catedral de Nidaros, en 1818. Pintura de Jacob Munch. Palacio Real de Oslo.

Desde la primera coronación de un rey noruego —en 1163—, la antigua catedral de Bergen había sido el lugar donde se coronaron varios reyes en la Edad Media. La corona real, sin embargo, debía ser custodiada en la catedral de Nidaros.
Cuando Noruega obtuvo una constitución propia, en 1814, se estipuló que los reyes debían ser coronados en la catedral de Nidaros. El primer monarca en ser investido con tal procedimiento fue Jean-Baptiste Bernadotte —conocido en Noruega como Carlos III Juan— en 1818. Posteriormente acudirían para ser coronados Carlos IV (1860), Óscar II (1873) y, tras la disolución de la unión con Suecia, Haakon VII (1906). La de Haakon y su esposa Maud de Gales fue la última ceremonia de coronación que haya tenido lugar en Noruega, pues el artículo que hacía referencia a ello fue abrogado de la constitución en 1908. Desde entonces los monarcas, al iniciar su reinado, sólo acuden a la catedral a recibir la bendición y a jurar sus obligaciones. Las coronas reales únicamente son utilizadas en esas ocasiones pero solo permanecen, simbólicamente, en el altar o algún otro lugar.

### Las joyas de la corona
La catedral de Nidaros ha funcionado también como custodia de las joyas de la corona noruega en dos ocasiones: entre 1818 y 1825, cuando permanecieron en la capilla del brazo sur del transepto, y entre 1988 y 2006, expuestas al público en la base de la torre norte. Las condiciones nunca fueron demasiado idóneas, y desde 2006 las joyas se encuentran en el Palacio del Arzobispo.

## Las partes del edificio

### Fachada occidental

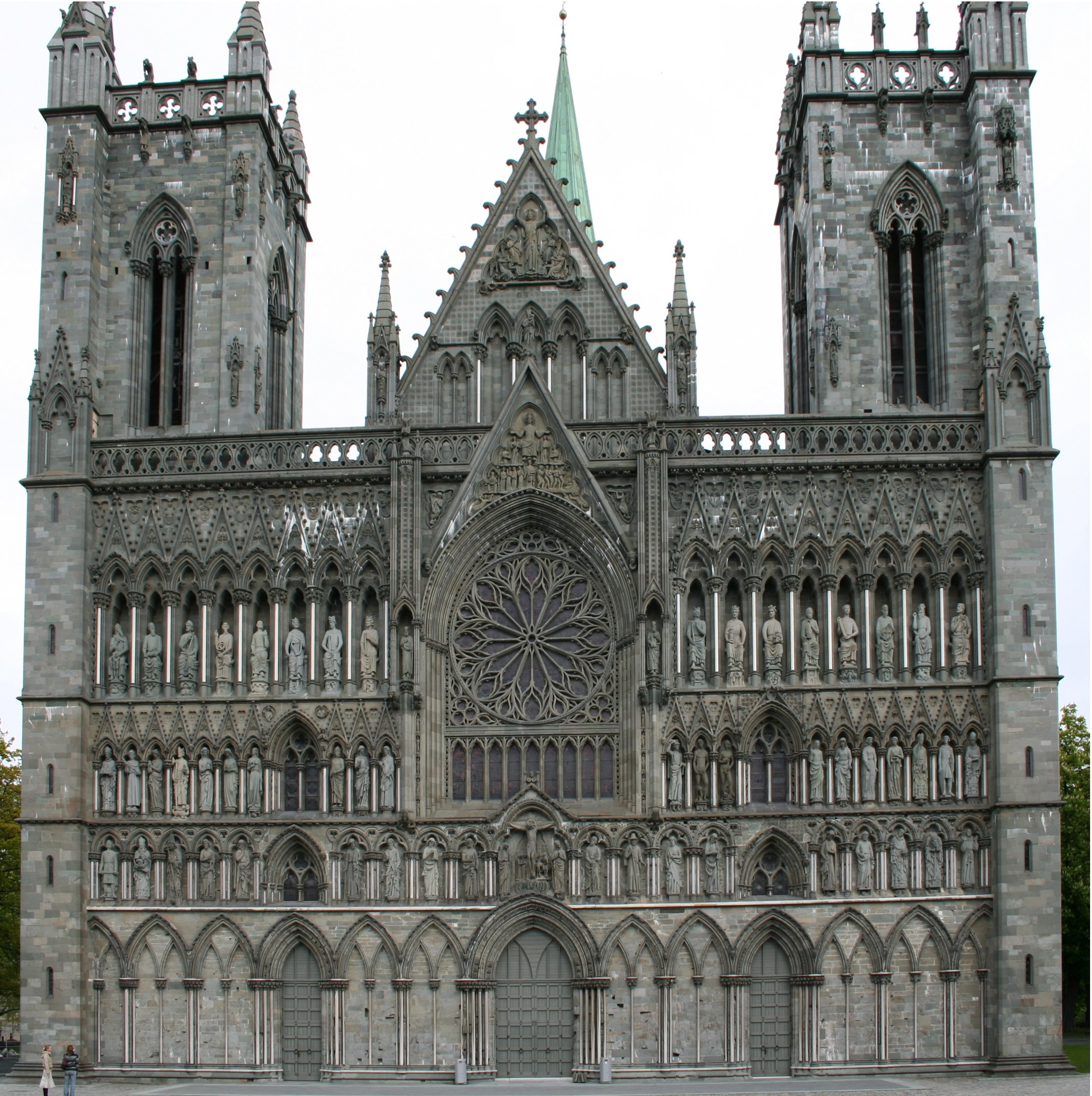
Fachada occidental.

La fachada occidental, la principal de la catedral, destaca por el gran valor artístico de su obra escultórica. Se halla, sin embargo, muy restaurada y aunque basada en la fachada medieval, totalmente gótica, representa una de las partes más nuevas del conjunto. Su diseño actual corresponde al arquitecto Helge Thiis.
Es una fachada-pantalla (screenfront) de clara factura inglesa, con un amplio frente que cubre casi toda la superficie de la parte inferior de las torres que la flanquean. Posee tres austeros portales de baja elevación y sencillo diseño.
Si bien el diseño de la pantalla es de creación inglesa, la disposición de nichos con esculturas en tres hileras horizontales y la presencia de un gran rosetón central y de un piñón superior con frondas muestra más bien influencias de las catedrales góticas francesas.

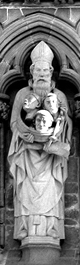
Aasmund Olavsson Vinje, como san Sigfrido.

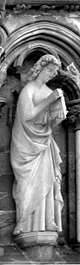
San Juan, una de las escasas piezas de diseño medieval.

Sólo seis esculturas están basadas en sus modelos originales, pues el resto de las obras auténticas desapareció. Las seis imágenes medievales se encuentran resguardadas en el museo del palacio del Arzobispo y de ellas, las de san Juan y san Dionisio son consideradas las obras cumbres de la escultura gótica noruega. La gran mayoría de las esculturas son del siglo XX, y su modelaje y elaboración constituyó una pasarela donde se foguearon varios de los más destacados artistas noruegos de la época. Apoyadas en otras catedrales europeas, pero también en la fantasía personal de los escultores, las representaciones incluyen a reyes y patriarcas del Antiguo Testamento, los doce apóstoles, algunos difusores del cristianismo y alegorías de virtudes; como característica local se añadieron santos y personajes del cristianismo noruego, entre los que no podían faltar san Olaf y santa Sunniva.
Lo que llama la atención de estas esculturas es que algunas de ellas son retratos de personas contemporáneas de la época en que vivieron los escultores. San Clemente es un retrato del poeta Olav Aukrust; el rey Azarías del arquitecto Gerhard Fischer; el obispo Sigfrido de Suecia del poeta y periodista Aasmund Olavsson Vinje, quien en un plato lleva tres cabezas, y estas tienen rasgos de los arquitectos Gudolf Blakstad, Herman Munthe-Kaas y Helge Thiis; la escultura de bronce del Arcángel Miguel, que se levanta en lo más alto de la torre norte, es una creación de Kristofer Leirdal y tiene un rostro parecido al de Bob Dylan, célebre músico opositor a la Guerra de Vietnam. El origen de tales libertades artísticas se encuentra entre sus precursores de la Edad Media, cuando había la costumbre de representar en las estatuas las características fisionómicas de obispos, maestros de obra y arquitectos de la época, o bien de personas con alta posición social o reyes, mientras que del modelo sólo se representaba el cuerpo.

### Portales
La iglesia tiene nueve portales en total: tres en la fachada occidental, dos en la nave, uno en el transepto, dos en el coro y uno en el octógono.

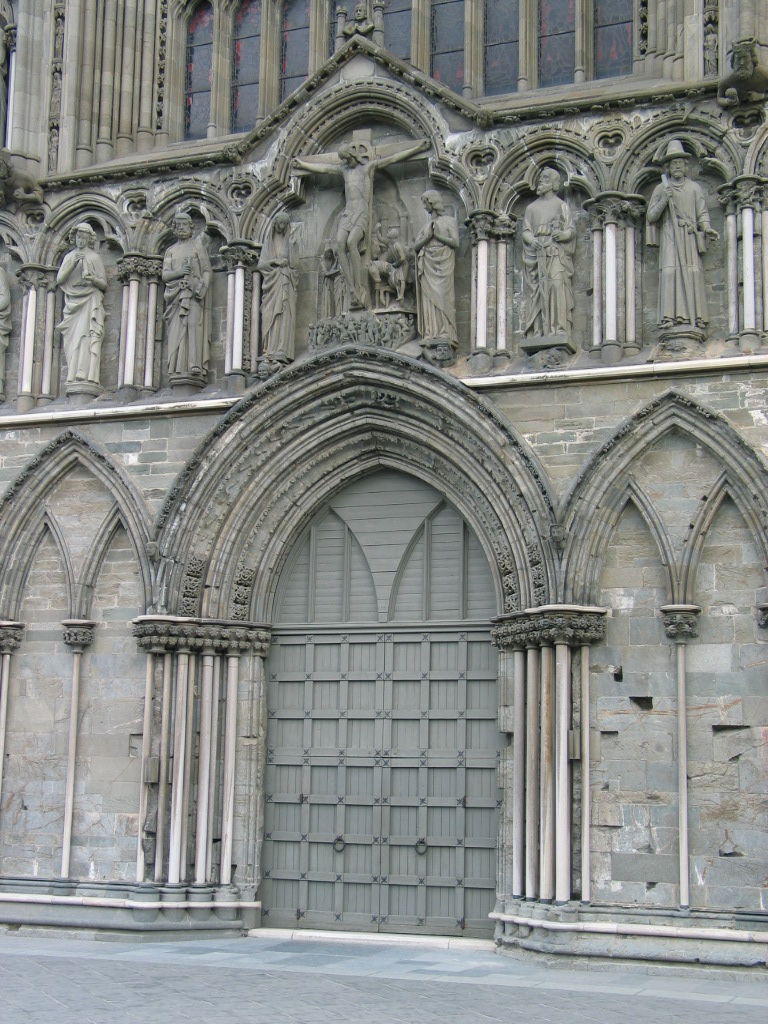
Portal principal de la fachada occidental.

Los tres portales de la fachada occidental son austeros y reducidos en altura. Flanqueados por columnas circulares de mármol blanco, no destacan por la decoración, a excepción de los capiteles de formas foliares. Sus arquivoltas son relativamente sencillas, y no hay espacios escultóricos en jambas; no hay tampoco tímpano ni parteluz.
La sencillez de los portales occidentales corresponde a una costumbre inglesa, donde la entrada se realizaba principalmente por la fachada del norte. Este esquema es seguido en Nidaros, con el portal de los peregrinos, localizado en la parte norte de la nave. Este portal, aunque sencillo, no lo es tanto como los occidentales. Si bien existe un parteluz, este es una sencilla columna angular; mientras que lo que sobresale especialmente es el tímpano, con un relieve escultórico que representa a san Olaf rodeado de peregrinos, y un gablete con decoración vegetal flanqueado por dos pináculos y un par de cabezas humanas. Las columnas son iguales a las de la fachada principal.
El portal del muro sur de la nave es muy similar al del norte, pero con un relieve en el tímpano que representa a una Madonna flanqueada por dos ángeles sobre un campo de flores.
El portal del muro sur del coro es llamado la entrada del rey. Su ubicación comunica a la catedral con el palacio del Arzobispo y, por lo tanto, no fue nunca una entrada abierta a todo público.
El portal del transepto se localiza en el lado norte; es llamado frecuentemente el portal del norte y es de estilo románico anglonormando del siglo XI. Las arquivoltas del portal tienen una decoración escultórica en zig-zag que terminan, a cada lado, en un relieve con forma de cabeza de animal sobre la imposta del arco. Encima del portal hay una cabeza humana y una ventana gótica.

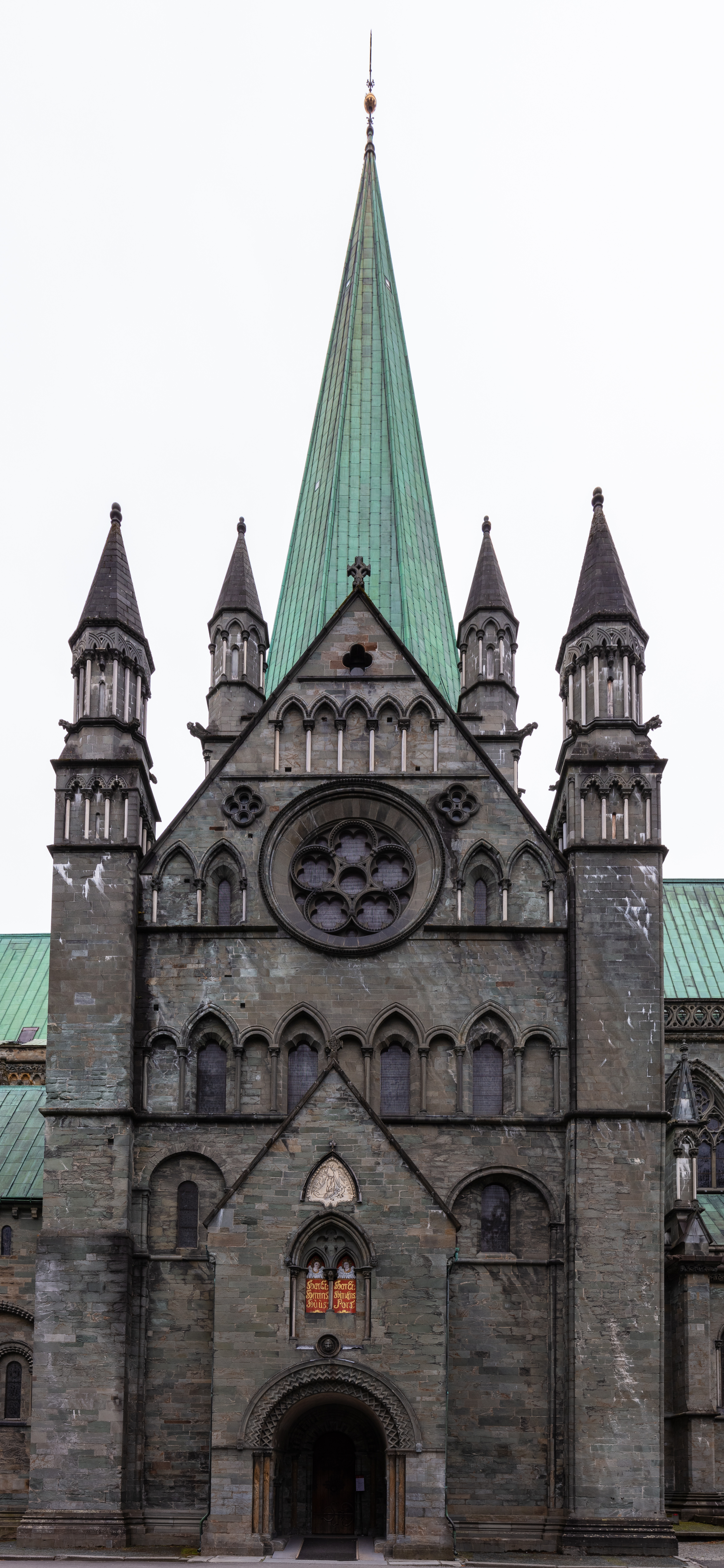
Portal norte de la nave (portal de los peregrinos).
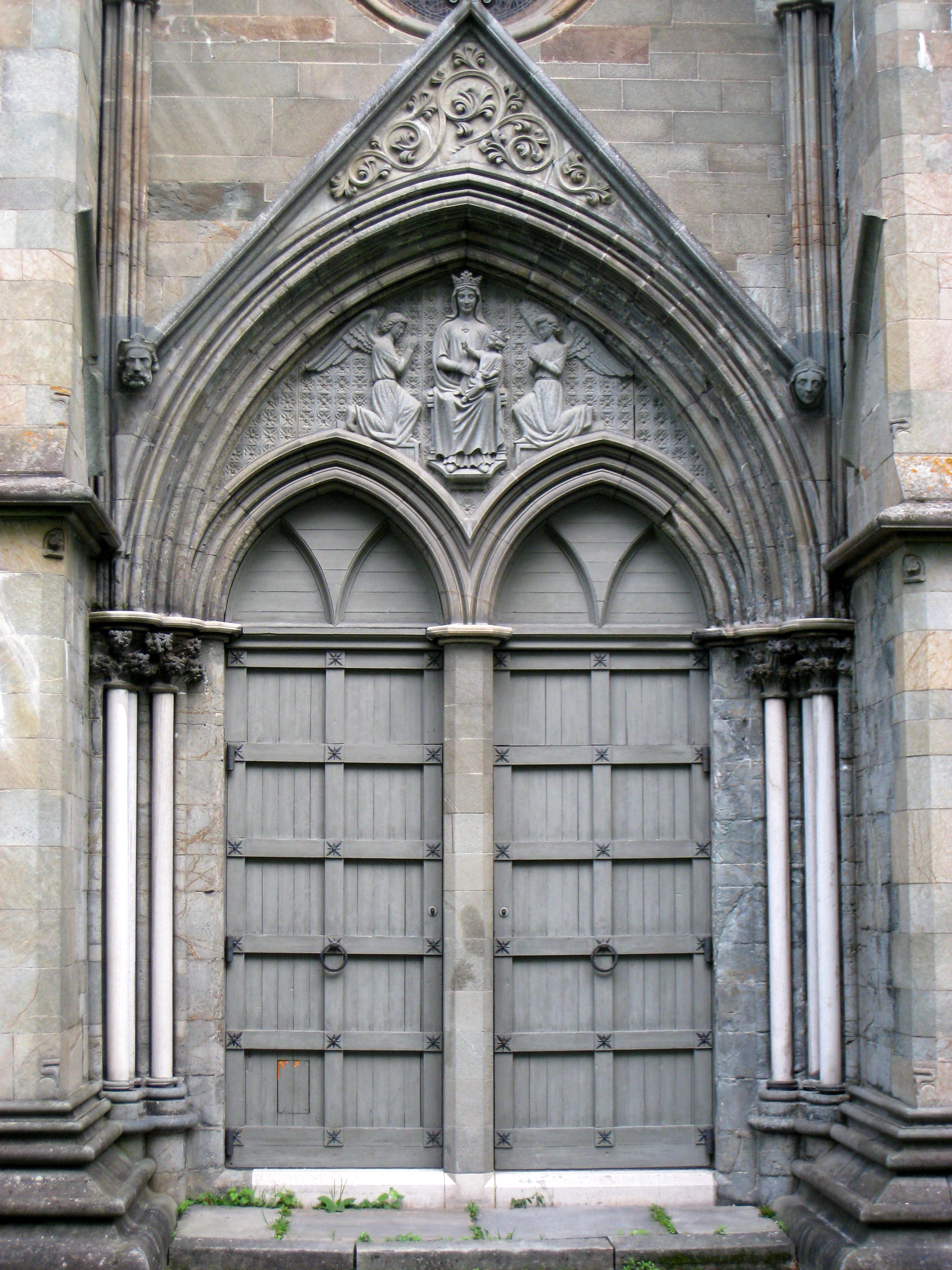
Portal sur de la nave.
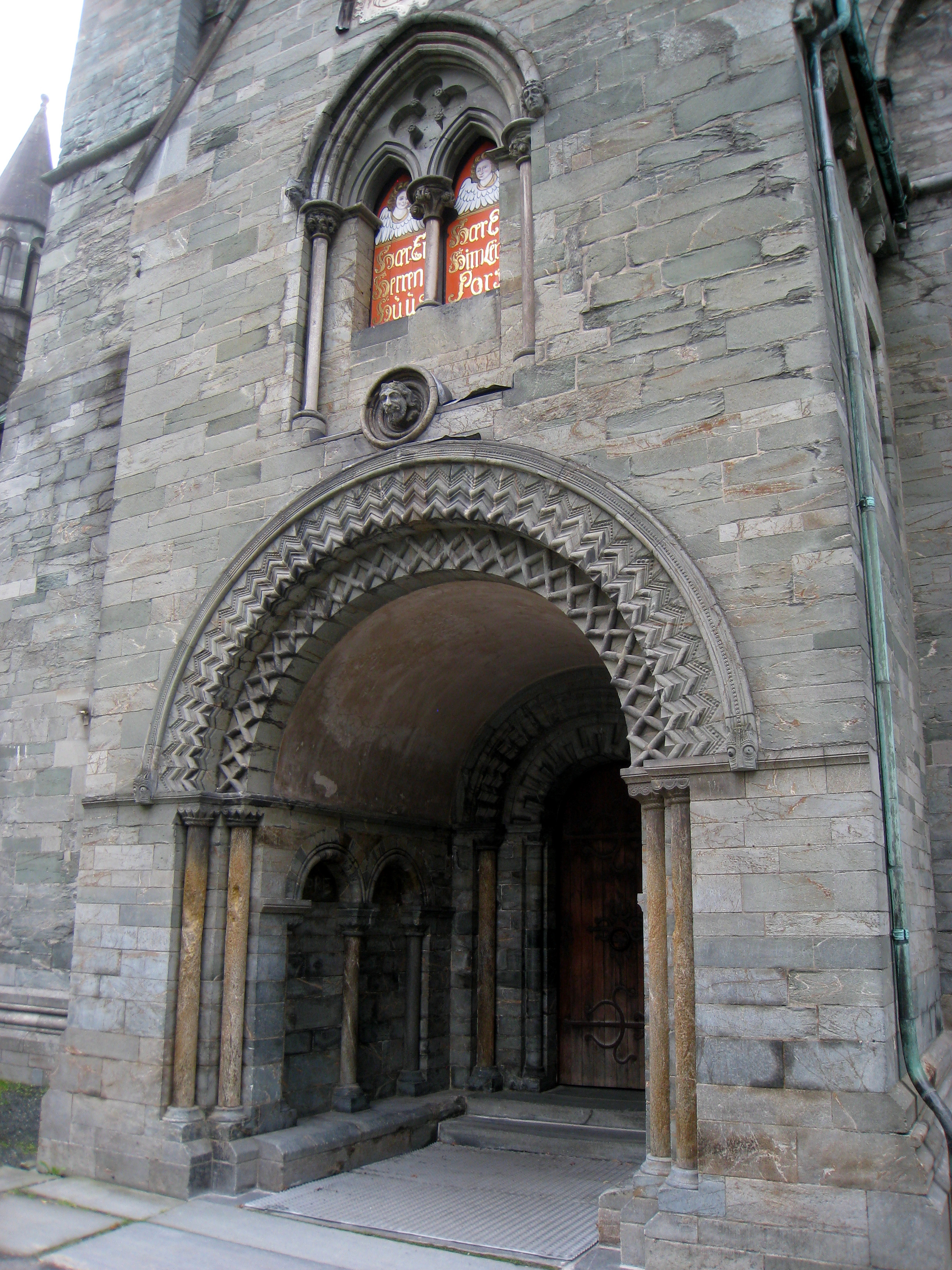
Portal del transepto.

### Transepto
El transepto es esencialmente románico, con gruesos muros, pocas ventanas y bóveda de cañón. Su alzado de tres pisos consiste en un nivel de arcadas con un zócalo de arcos de medio punto y algunas ventanas con decoración en zig-zag en los perfiles. El triforio y el claristorio están saturados de arcos. Mientras que el triforio consta de pares de arcos de medio punto separados por una columna e incluidos en un nicho, en el claristorio se trata de arcos individuales separados por columnas de varios baquetones. En las paredes sur y norte del claristorio se hallan también arcos ojivales góticos, una introducción artística posterior que tenía el objetivo de lograr una combinación con el coro gótico. El resultado es una interesante colección de formas arquitectónicas entre el románico y el gótico. En el exterior, los arcos góticos conviven con la arquitectura románica. Los piñones de ambos brazos y del portal del brazo norte son también góticos, con un rosetón central cada uno.

#### Capillas del transepto
En la pared oriental del transepto existen dos capillas románicas, una en el brazo norte, llamada lektoriet, y otra en el brazo sur, la capilla de San Juan (Johanneskapellet). La Capilla de San Juan es la más antigua de ambas y una de las partes más antiguas de la catedral. Conserva una inscripción en latín que señala que fue consagrada por el obispo Øystein el 26 de noviembre de 1161. Esa es la única inscripción en toda la catedral que menciona una fecha y que ha sido utilizada como herramienta para datar la construcción. La sencilla capilla estuvo consagrada desde sus inicios a los santos Juan el Bautista, Vicente de Zaragoza y Silvestre. Esta relación de santos, enfrentados con las autoridades civiles, representa para algunos historiadores una intención del arzobispado para enfatizar las ambiciones de independencia de la Iglesia. El altar de la Capilla de San Juan es una pieza de 1985 del escultor Harald Wårvik, elaborado con mármol de Bari. La cruz de vidrio es un diseño de Wårvik y procede de la fábrica Hadeland.
En el nivel del triforio, adyacente a la pared occidental, en ambos brazos del transepto, hay una especie de galería o segundo piso, donde se encuentran tres capillas (dos en el brazo norte, una en el brazo sur) que normalmente no son accesibles para el visitante. En el brazo norte está la capilla de mayor relevancia artística: la capilla de la Virgen María (Mariakapellet), ornamentada con vitrales modernos de Oddmund Kristiansen; en ocasiones es empleada para el culto y bodas. Más al norte está la capilla de San Miguel (Mikaelskapellet), la más pequeña de todas y no propicia para usos litúrgicos. Es común, en los países católicos, que las capillas dedicadas al Arcángel Miguel —invocado contra las tentaciones diabólicas— se sitúen preferentemente en el sur de las grandes iglesias, pues el infierno se simboliza en ese punto cardinal. Sin embargo, en la catedral de Nidaros la capilla se halla en el norte, en concordancia con las antiguas creencias nórdicas, donde el infierno era un lugar frío, más relacionado con las regiones boreales.

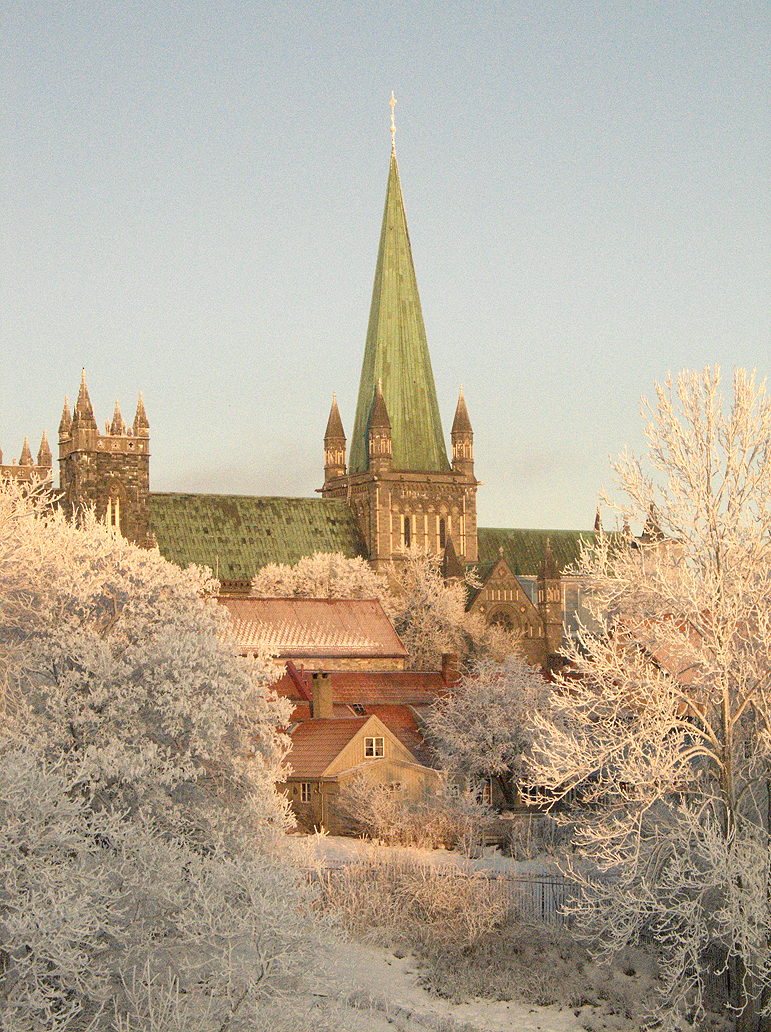
Perfil de la catedral en invierno.

### Torre del crucero
La torre actual ocupa el lugar de la única torre de la catedral de Olaf III, pero su arquitectura poco tiene que ver con esta última. Principalmente gótica, aunque incluye arcos románicos, fue reconstruida prácticamente en su totalidad por Christian Christie. Se halla dividida en dos niveles con ventanas. El basamento es de corta elevación y en contraparte se gana altura con la gran aguja piramidal revestida en cobre, rodeada por cuatro pináculos, uno en cada esquina de la torre. La aguja domina el perfil de la catedral y aun en la actualidad es uno de los puntos que destacan en el cielo de Trondheim.
Está sostenida por gruesas columnas en el crucero, que a su vez delimitan el coro y la nave. Estas columnas fueron remodeladas por Christie, puesto que las antiguas resultaban endebles para sostener la torre, haciéndola una estructura inestable.

### Coro

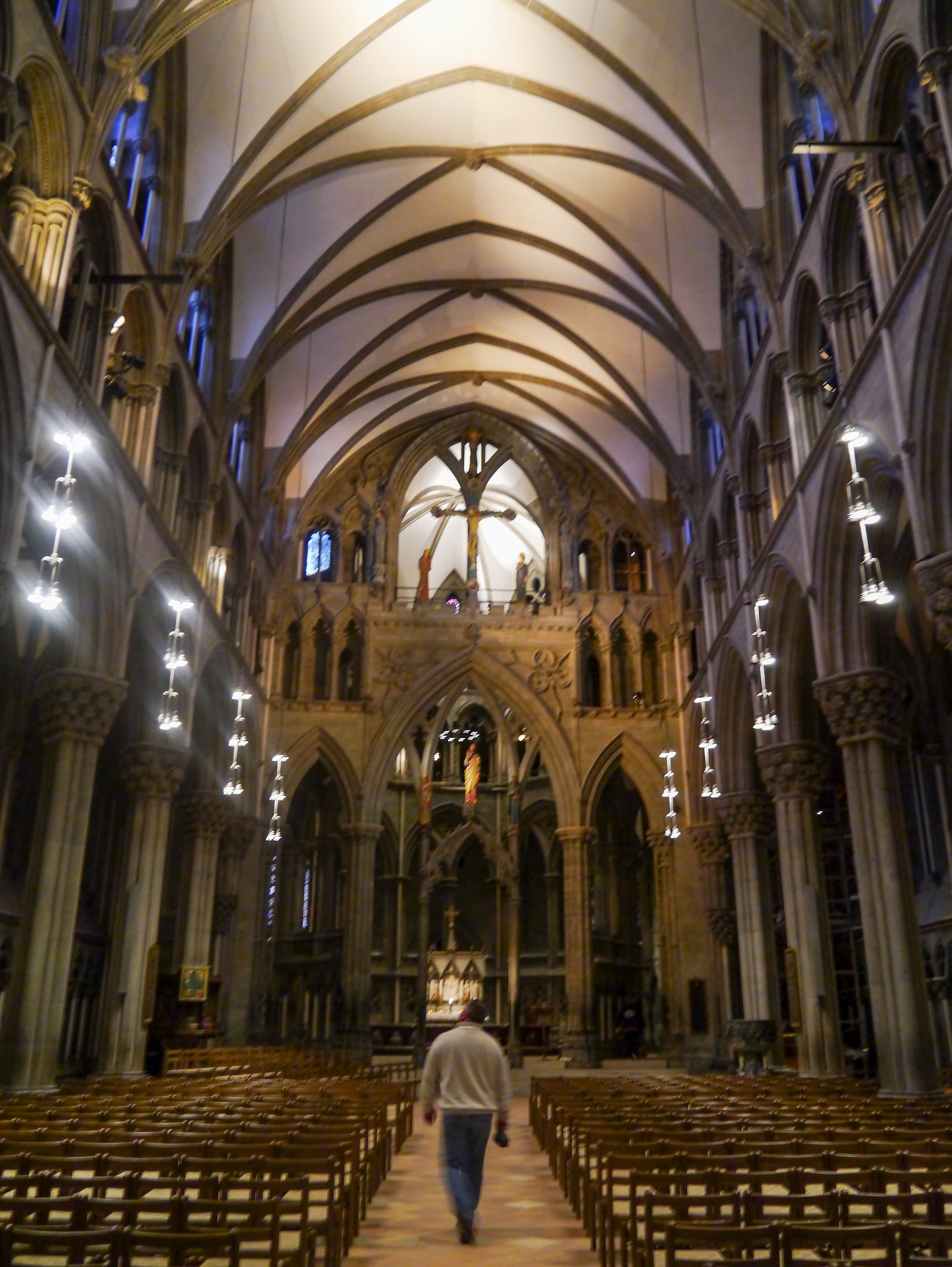
Coro de la catedral hacia el altar mayor. Al fondo se observa la pantalla que separa el coro del presbiterio.

Es un ejemplo típico del Early English, el primer período del gótico inglés, con cabecera plana y similitudes con el coro de la catedral de Lincoln. Las columnas delimitan seis grandes arcos, y los tres pisos del alzado se delimitan por impostas horizontales. Las columnas y los relieves tienen una gama de ornamentos y consolas que los hacían únicos entre sí, aunque existen repeticiones. Durante la reconstrucción del sigo XIX, el arquitecto Christie quiso repetir los modelos medievales sobrevivientes antes de introducir nuevas variaciones.
Como delimitación de la parte del presbiterio (incluido en el octógono) con el resto del coro existe una pantalla gótica de piedra con un arco mayor (que sirve de entrada al presbiterio) y dos arcos menores en los flancos (empleados como entrada y salida del deambulatorio) y obras escultóricas de tracería. En la parte superior, colindando con la bóveda y sobre el arco principal, otro arco ojival sirve de marco para un gran crucifijo. La pantalla se construyó en algún momento después del incendio de 1328 y se remodeló  por órdenes del arzobispo Erik Walkendorf a principios del siglo XVI.

### Octógono

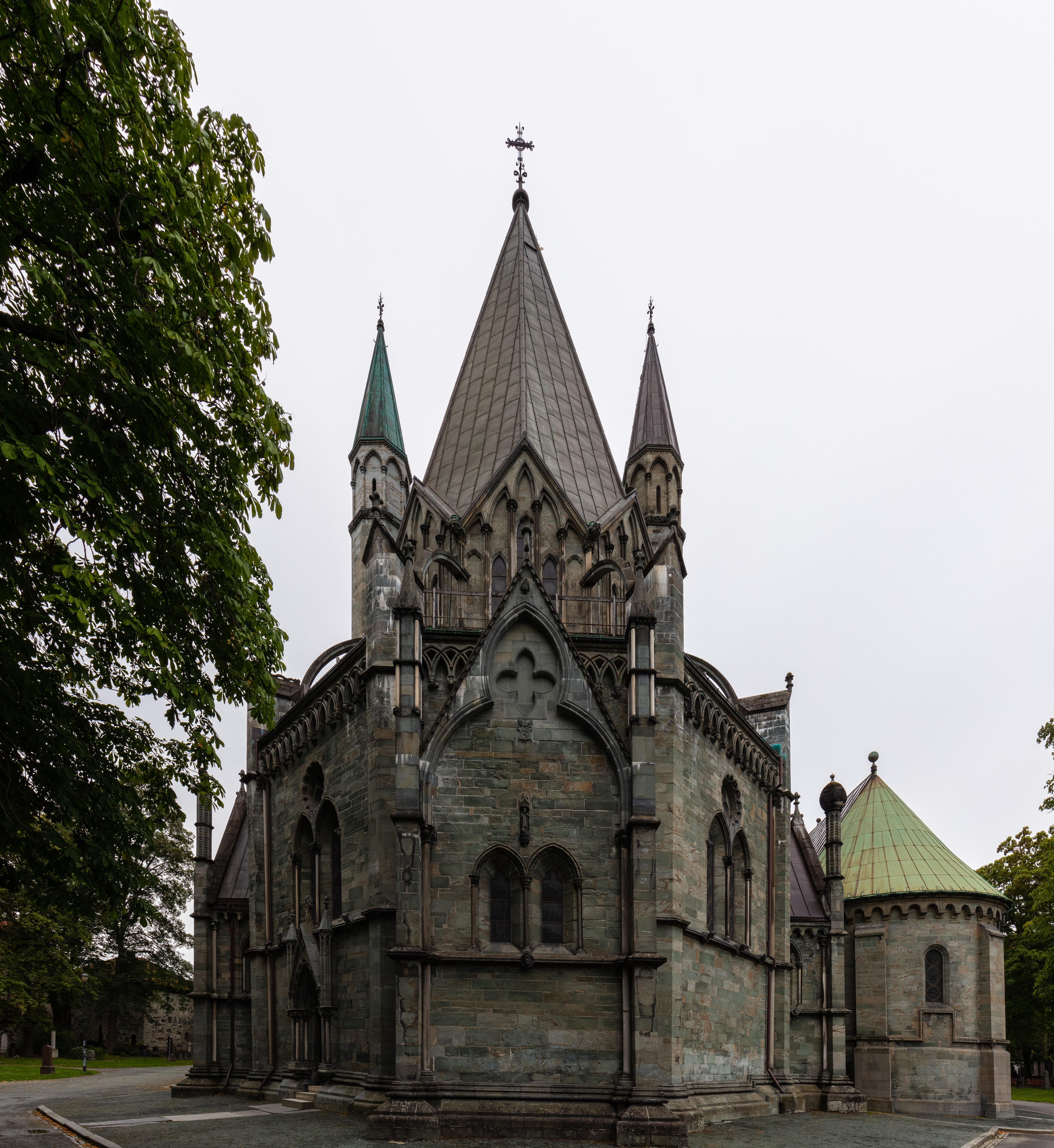
Vista exterior del octógono.

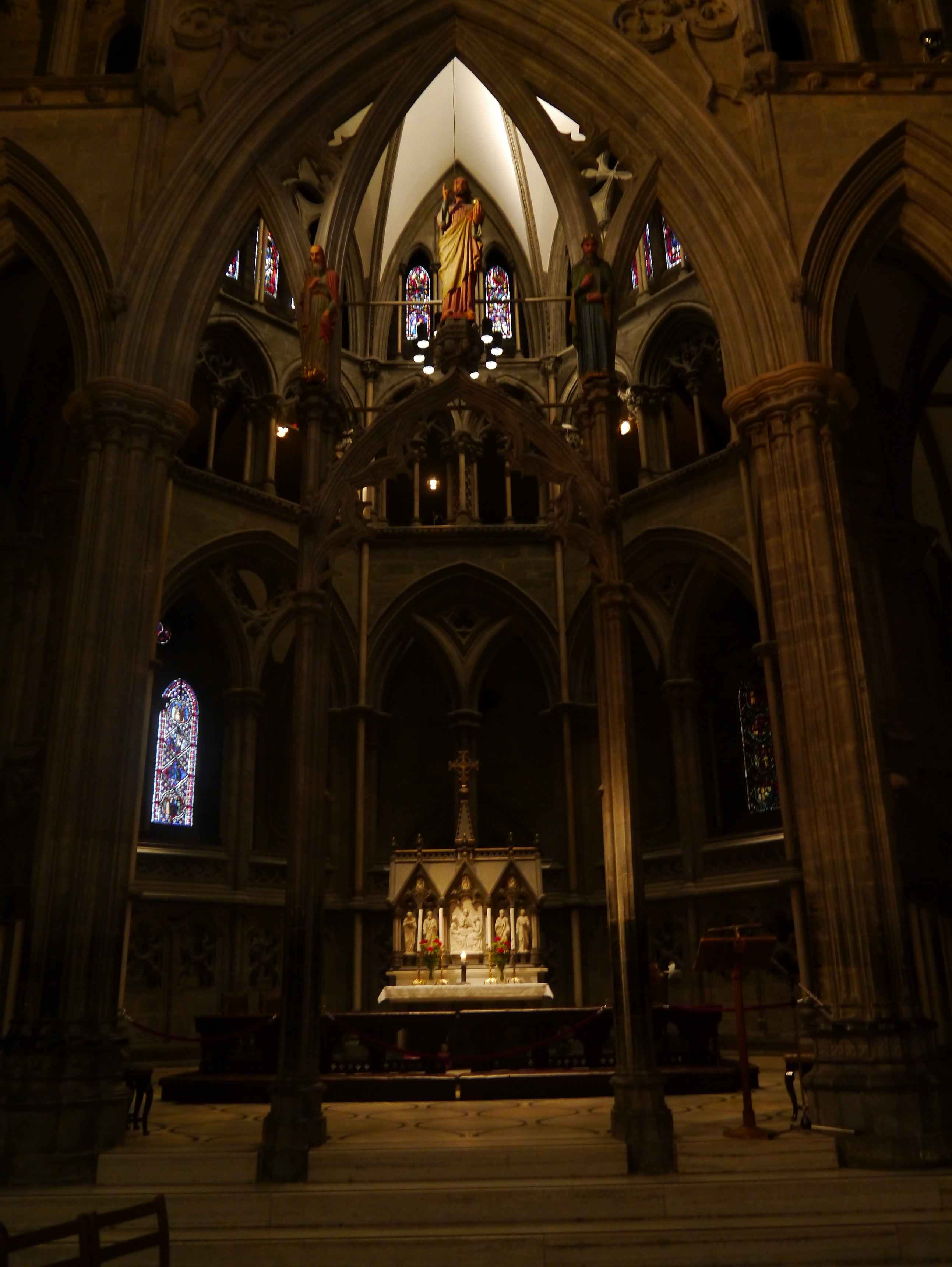
El octógono con el altar mayor.

Es una construcción de ocho lados adyacente al extremo oriental del coro, y se considera una extensión de este último. Es también la parte final de la catedral por el oriente, y la más importante, al albergar el presbiterio y sobre todo por contener, en su momento, el relicario de San Olaf en el altar mayor.
Su conformación permitió crear un deambulatorio para el coro, por donde pudieran pasar los muchos peregrinos que se acercaban a la tumba del rey santo.
Al haber experimentado menores daños que otras partes de edificio durante los incendios, el octógono es la parte más auténtica de la catedral de Nidaros. Asimismo, posee la mayor riqueza decorativa medieval que existe en Noruega.
Tiene arcadas ciegas de medio punto. El triforio y el claristorio presentan arcos agudos muy perfilados, y los pilares, de varios baquetones, tienen capiteles con una rica ornamentación foliar y floral, que recuerdan a los capiteles foliares de los templos góticos de Inglaterra, los llamados stiff-leaf. En las paredes aparecen esculturas en forma de bustos femeninos y masculinos.

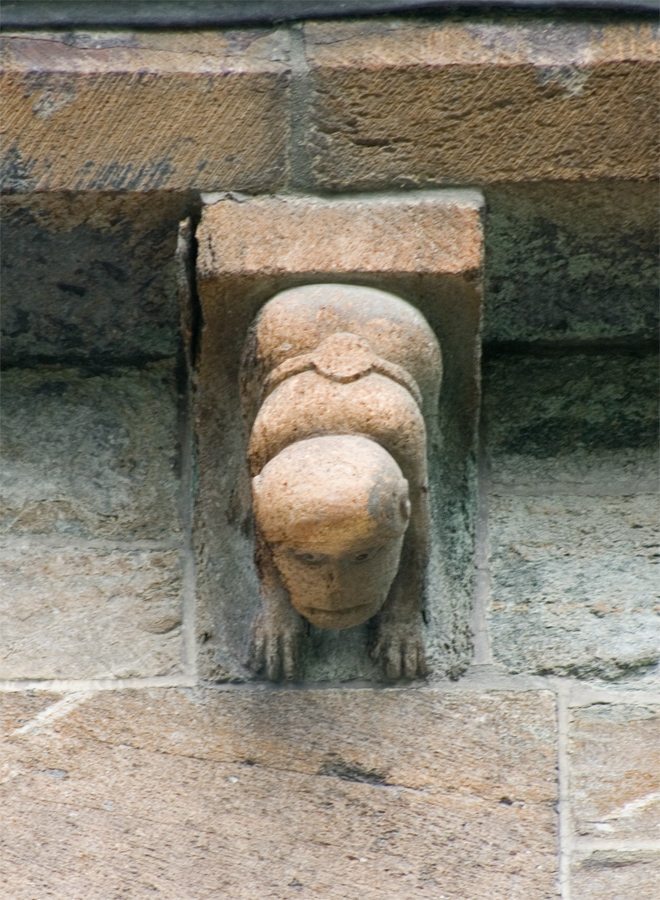
Ménsula románica del exterior del octógono, en forma de figura fantástica.

En el exterior hay columnas de mármol blanco de Trondheim, sin ninguna función de soporte, sino meramente decorativa. En el gótico inglés era común emplear columnas de color verde oscuro con el fin de conseguir un contraste con los colores claros de la piedra caliza de los muros, una costumbre introducida por el arquitecto Guillermo de Sens en la catedral de Canterbury entre 1174 y 1178. En la catedral de Nidaros se logró el efecto contrastante con las columnas de mármol blanco sobre la esteatita verde oscura.
Las ménsulas exteriores, con formas humanas, animales o fantásticas, son un legado del arte románico, aunque su elaboración fue realizada en el siglo XX, tomando como modelo a las originales.
El chapitel conserva los ocho lados de los muros, con una forma aguda, casi cónica, en combinación con la aguja de la torre del transepto.
El altar mayor, donado a la catedral por el rey Óscar II, tiene un diseño similar al de un relicario medieval, en recuerdo al desaparecido relicario de San Olaf. Detrás del altar se halla un conjunto escultórico ornamental de inspiración gótica, con relieves en mármol blanco que muestran la aparición de Jesucristo a dos de sus discípulos en Emaús. Todo el conjunto es una obra de Christian Christie, ejecutada por Paul Boe en 1882.

### Nave

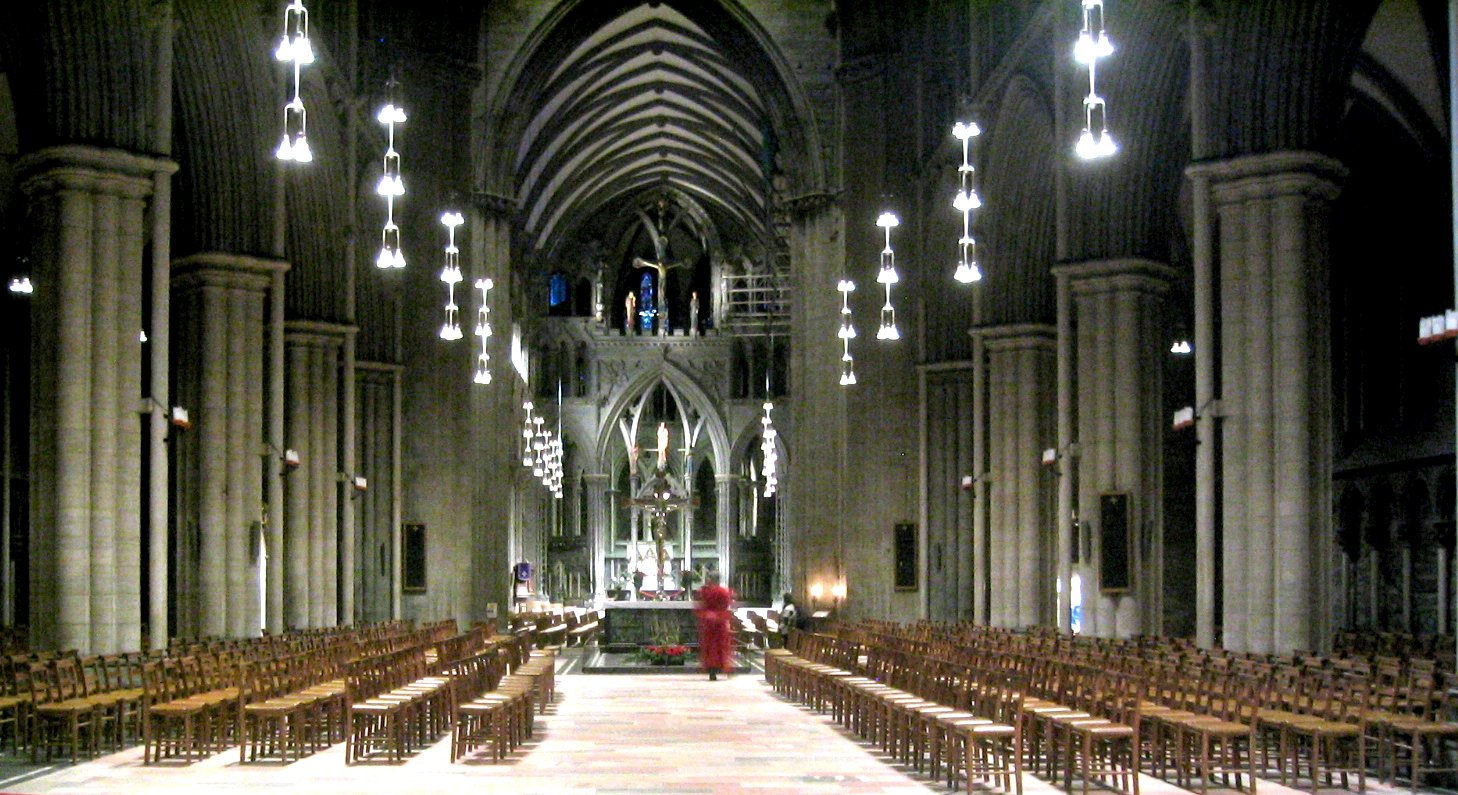
Nave mayor, con el altar de la Santa Cruz.

La disposición del alzado, columnas, arcos y ventanas siguen un modelo similar al del coro, pero aquí, siendo una construcción más nueva, se alcanza mayor riqueza decorativa, con motivos geométricos heredados del Decorated Style de Inglaterra. Se agrega una mayor cantidad de tracería, que incluye rosetones en el claristorio.
Tiene una composición horizontal de tres naves: una mayor y dos colaterales, separadas entre sí por ocho arcos. La anchura de la nave es ligeramente mayor que la del coro.
En el extremo oriental de la nave se sitúa el Altar de la Santa Cruz, modelado por Wenche Gulbrandsen entre 1986 y 1995, con decoraciones en bronce. Sobre el altar hay una cruz de plata de 2.6 m, modelada por Wilhelm Rasmussen. La cruz fue un regalo de la comunidad noruega de Estados Unidos a la catedral para la celebración del 900.º aniversario del fallecimiento de san Olaf, en 1930.

### Sala Capitular
Es una construcción independiente unida al lado norte del coro. El exterior es casi totalmente románico, con gruesos muros y ventanas de arco redondo, pero en el interior tiene arcos ojivales y bóveda de crucería.
Es también llamada Capilla de la Virgen María, aunque en la Edad Media nunca tuvo tal denominación ni tampoco una función mariana. En la sala capitular estuvieron expuestas las reliquias del obispo Øystein hasta la reforma protestante.
Fue de las primeras partes en ser restaurada durante el siglo XIX. La sustitución de parte de la esteatita de los muros originales por arenisca clara le costó el puesto a Heinrich Ernst Schirmer como arquitecto catedralicio en 1871.

### Vitrales
En 1903 se presentó el proyecto del arquitecto Christie para la remodelación de la fachada principal. Este tenía como uno de sus objetivos la remodelación del edificio alrededor del rosetón. Acerca del rosetón, el historiador de arte Jens Thiis señaló que sus vitrales se mencionaban en fuentes del siglo XVI. La cuestión de esta parte de la fachada condujo a un fuerte debate que a la postre sería llamado la guerra del rosetón. El problema estibaba en que no existían pruebas arqueológicas suficientes sobre la apariencia original de la fachada occidental y menos sobre el vitral principal. Finalmente, el Storting (parlamento noruego) aprobó un proyecto de restauración artística, que incluía al rosetón.
La obra artística de los vitrales fue realizada por Gabriel Kielland entre 1913 y 1934, después de haber ganado un concurso en 1908. Kielland obtuvo también la responsabilidad de las ventanas de la nave y los rosetones de las fachadas sur y norte del edificio. Su trabajo no fue copia de ningún artista medieval, aunque encontró la inspiración en los vitrales de las catedrales góticas francesas, en especial de la fastuosa catedral de Chartres.
En el occidente, donde se halla la fachada principal, el tema artístico es el día del juicio final, relacionado con la puesta del sol, hacia donde mira el edificio.
En el rosetón de la fachada norte se halla representada la Virgen María y el Niño Jesús, rodeados de antepasados y reyes del Antiguo Testamento. En la ventana situada justo abajo del rosetón se hallan ilustrados profetas del Antiguo Testamento.
En la fachada sur el tema es la resurrección de Cristo, donde Jesús aparece rodeado de escenas de los evangelios, mientras que los apóstoles se hallan en la ventana inferior.

### Órganos
En el interior de la iglesia se hallan dos órganos, ambos de considerable valor histórico. El más antiguo fue construido por el alemán Johann Joachim Wagner entre 1738 y 1739, es de diseño barroco y fue montado en 1741. Tiene los tubos ordenados en 30 registros, además de 2 teclados y un teclado de pedal y se halla en la galería del transepto norte. Después de haber sido almacenado en la iglesia desde 1930, fue restaurado y colocado de nuevo en su sitio por Jürgen Ahrend. La galería fue diseñada por el arquitecto Arne Gunnarsjaa.
En la celebración del 900 aniversario de la batalla de Stiklestad en 1930 se ordenó un nuevo órgano a la fábrica alemana de órganos Steinmeyer. Cuando estuvo terminado, el nuevo órgano tenía 127 registros, 4 teclados y el pedal. Durante la reconstrucción en la década de 1960 el órgano fue trasladado a una nueva galería en el extremo occidental de la nave y se desmontaron varios registros. Esto destruyó la integridad del instrumento, y en la actualidad existen planes de una restauración completa. Está adornado por la fachada del órgano barroco.

## Influencias de otras iglesias y modelo arquitectónico en Noruega

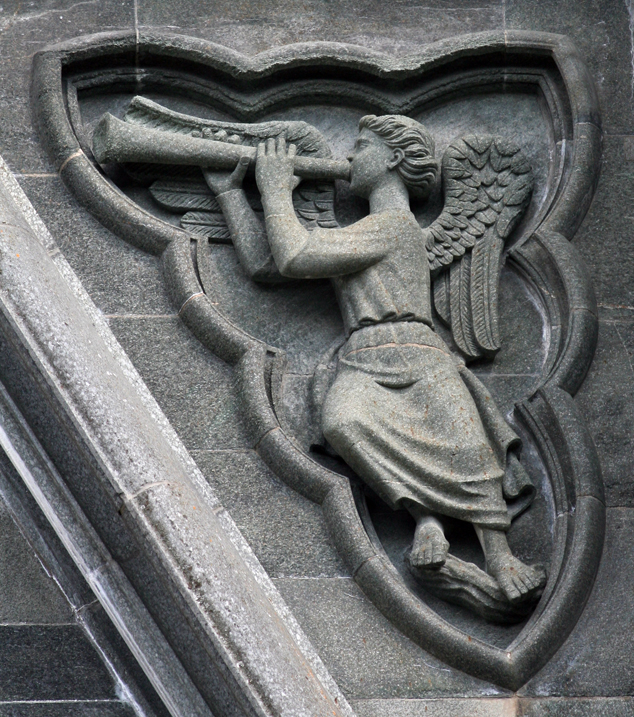
Relieve de la fachada occidental de la catedral de Nidaros.

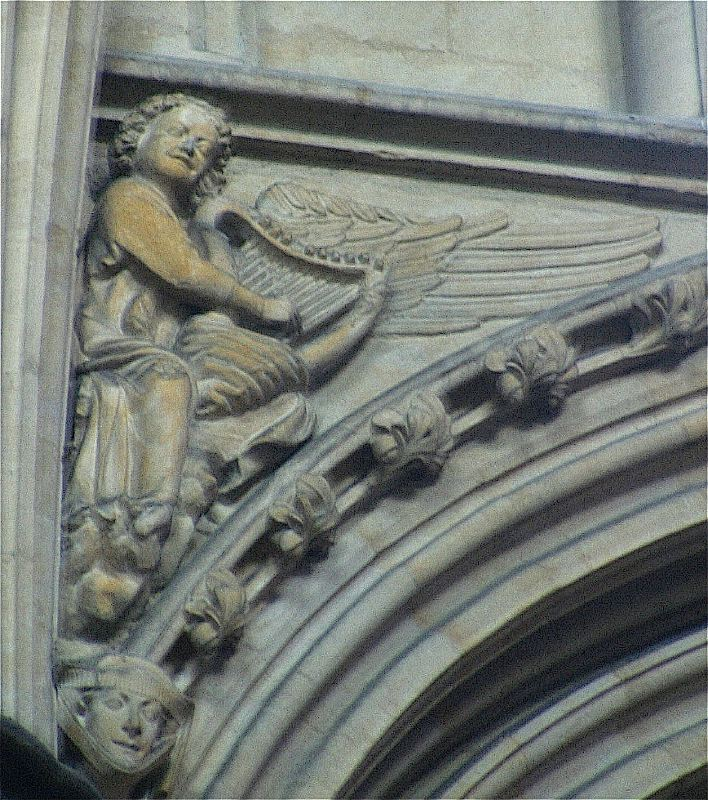
Relieve del coro de los ángeles de la catedral de Lincoln.

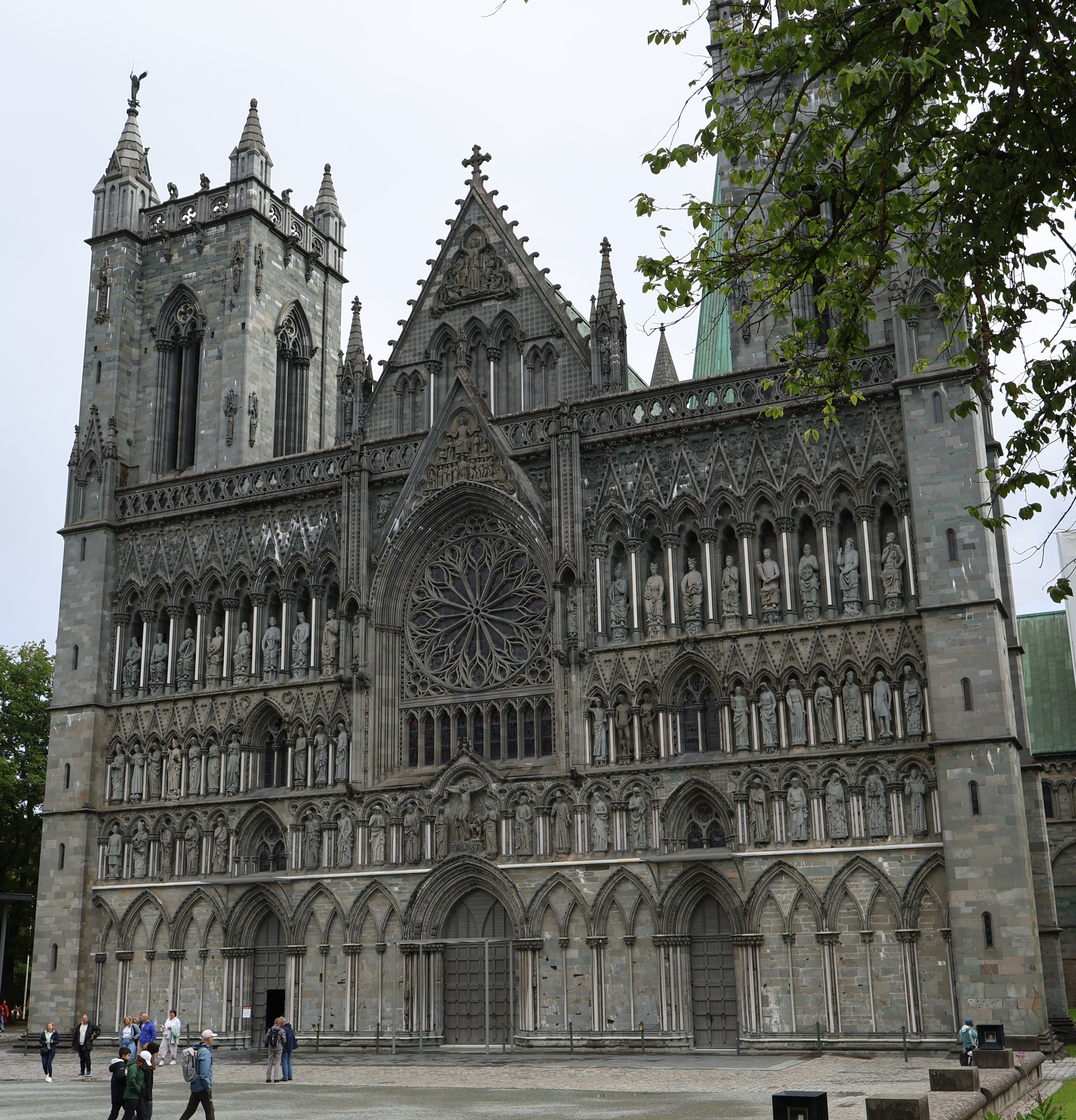
Fachada occidental de la catedral de Nidaros.

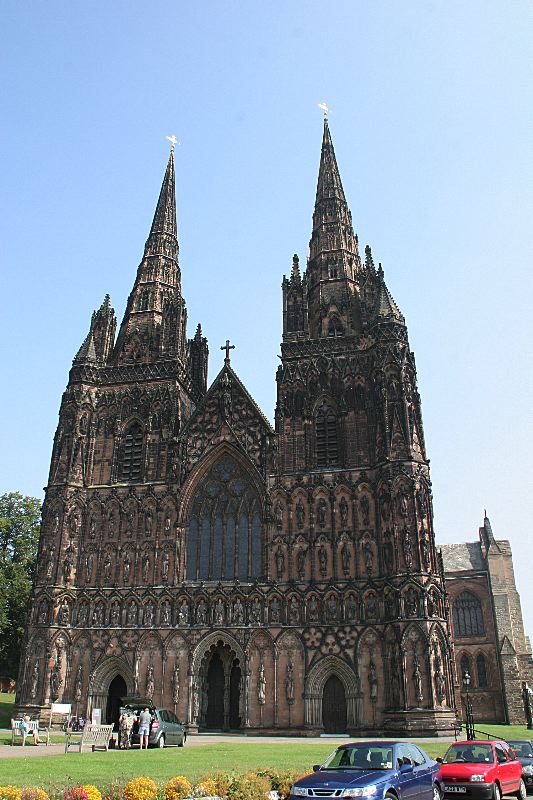
Fachada occidental de la catedral de Lichfield, posible modelo de Nidaros.

Probablemente fueron varias las iglesias que sirvieron de modelo a la catedral de Nidaros. La iglesia sigue un esquema típico de catedral, pero con un solo transepto, a diferencia de las catedrales inglesas, donde es más común la presencia de dos transeptos. En lugar de una Lady Chapel (capilla axial), se utilizó un octógono como parte final del coro, en el lado oriental. La estructura de octágono como remate de la catedral en el oriente es una característica propia de Trondheim, aun cuando se basa en las estructuras octogonales en Europa y el Santo Sepulcro. Varias pequeñas iglesias de otras partes de Noruega poseen formas inspiradas en el octágono de la catedral de Nidaros.
También podría señalarse cierta influencia de la catedral de Lincoln y del coro de la catedral de Canterbury. En la nave se encuentran semejanzas decorativas con el "coro de los ángeles" de la catedral de Lincoln, pero a diferencia de los gruesos muros de esta, los de la catedral de Nidaros son más delgados, característica más común en las iglesias francesas.
En cuanto a la fachada occidental, se ha tratado de hallar su modelo en Inglaterra. La catedral de Lichfield es una de las catedrales inglesas que mayor similitud presenta en esa parte con la catedral de Nidaros, siendo también una síntesis de elementos ingleses y franceses: una fachada-pantalla con dos torres a los flancos e hileras escultóricas; aunque las historias de ambos edificios no pueden considerarse como paralelas. Los ángeles musicantes del coro de los ángeles de Lincoln encuentran sus paralelos en los relieves que flanquean al rosetón en la fachada occidental de Nidaros.
También existen rasgos compartidos con la catedral de la Santísima Trinidad de Dublín, cuando esa ciudad era un poblado nórdico que mantenía contacto con Noruega. La catedral irlandesa es llamada también Iglesia de Cristo (Christ Church) al igual que la catedral de Nidaros (Kristkirken) y conserva elementos románicos y normandos.

### Objetos históricos de la catedral
El objeto más valioso de la catedral de Nidaros, el que dio origen a su construcción y a su nutrida afluencia de peregrinos, fue el relicario de San Olaf. De este no queda nada en la actualidad, pues fue fundido y llevado a Dinamarca en la reforma protestante. La misma suerte corrió el relicario de San Øystein, resguardado en la sala capitular. Se ha señalado que sólo sobrevive una piedra preciosa del relicario de San Olaf, hoy expuesta en el Museo de Ciencias de Trondheim. Se acepta que los restos del santo fueron sepultados en alguna parte de la catedral, aunque en la catedral católica de Oslo se conserva un hueso, presuntamente de san Olaf.

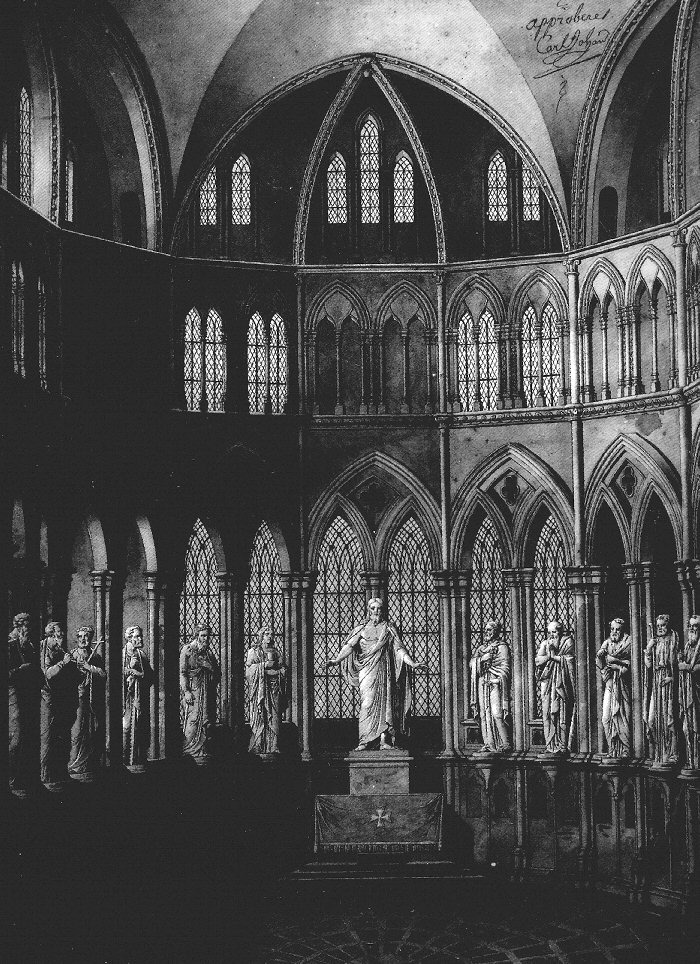
Imágenes neoclásicas del octágono, de Hans Michelsen, y Cristo de Bertel Thorvaldsen (hoy en el Palacio del Arzobispo).

En la cripta, lugar donde se sepultó a personajes de la Edad Media, existían numerosas lápidas con representaciones faciales. Esas lápidas se consideran los primeros "retratos" en Noruega, y por lo tanto se les asigna un valor histórico. Ahora forman parte de la colección museística del Palacio del Arzobispo, adyacente a la catedral, lo mismo que las esculturas originales del exterior de la catedral.
También en el palacio del Arzobispo se hallan expuestas algunas obras del siglo XVIII y XIX que formaron parte del mobiliario de la catedral pero que fueron retiradas porque representaban intrusiones que no correspondían a la obra original. Es el caso de las esculturas neoclásicas de los apóstoles de Hans Michelsen que se hallaban en el octógono, lo mismo que una réplica en yeso del famoso Cristo de Bertel Thorvaldsen (cuyo original se halla en la catedral de Copenhague). Por su parte, el precioso retablo barroco, obra de varios artistas del siglo XVIII, fue donado a la Iglesia de Nuestra Señora de Trondheim en 1837 y ahí permanece en la actualidad.

## Tumba real
Los siguientes personajes de la realeza fueron sepultados en la catedral de Nidaros, como da testimonio una placa en el interior:
- Olaf II (995-1030)
- Magnus I (1024-1047)
- Olaf III (ca. 1050-1093)
- Haakon Magnusson Toresfostre (?-1094)
- Olaf Magnusson (1099-1115)
- Øystein I (ca. 1088-1123)
- Haakon II (1147-1162)
- Guttorm I (1199-1204)
- Inge II (1185-1217)
- Skule Bårdsson (ca. 1189-1240).

## Servicios religiosos
La catedral de Nidaros administra cotidianamente los sacramentos religiosos de la Iglesia de Noruega, de confesión luterana. También se ofrecen periódicamente servicios en idioma alemán y la sala capitular suele habilitarse para la comunidad anglicana. En los últimos años se ha incrementado el número de peregrinos que la visitan, sobre todo gente de Noruega y Suecia.
La catedral funciona también como un establecimiento cultural donde se presentan de manera regular recitales de música religiosa, ya sea de artistas propios —en los que se incluyen cinco coros permanentes y los organistas—, como de otros lugares de Noruega o el extranjero.
En el exterior se construyó en 2006 un local de atención a los visitantes, donde se venden réplicas del arte de la catedral, así como libros, discos y recuerdos.

## Intento de atentado contra la catedral
Se sospecha que músicos del black metal noruego (Euronymous y Varg Vikernes) planearon atentar contra la catedral de Nidaros a principios de los años 90. El lanzamiento de su álbum De Mysteriis Dom Sathanas parece ser la causa de este intento de atentado, pues la portada del álbum muestra la parte este de la catedral y ambos músicos habían quemado muchas iglesias con anterioridad, y algunas de las iglesias incendiadas aparecían en la portada de sus álbumes. Pero Euronymous fue asesinado por Vikernes en agosto de 1993, lo que puso fin a esta trama.